# История Аргентины
Историю Аргентины можно разделить на четыре основные части: ранняя история, колониальный период, период образования независимого государства и современный период.

## Эпоха индейцев (11 тысячелетие до н. э. — XVI век)
Культура Ансильта существовавшая в период с 1800 года до н. э. по 500 год н. э.
Доколумбовую Аргентину заселяли оседлые индейские племена диагита, также на её территории охотились кочующие племена индейцев. Существовало несколько развитых культур — Санта-Мария, Белен, Санагаста и др. В период до инкского завоевания и прибытия испанцев на территории Аргентины существовали города, из которых самым крупным был Тастиль. Позже часть современной Аргентины занимала Империя Инков.

## Испанская колония (XVI век — 1810 год)
Впервые европейцы увидели реку Ла-Плата, в 1516 году, когда испанский мореплаватель Хуан Диас де Солис впервые высадился на берегах реки, ведя поиск прохода из Атлантического в Тихий океан. После высадки на него и его команду напали аборигены — индейцы чарруа. Из всей команды уцелел только один 14-летний юнга по имени Франциско дель Пуэрто.
В 1520 году Фернан Магеллан достиг устья реки Ла-Плата.
С 1526 года на Ла-Плате появился новый мореплаватель — Себастьян Кабот, уроженец Италии. Он поднялся вверх по реке и основал первую испанскую колонию, форт Санкти-Спириту, под 32° 15' южной широты, у Параны.
1 сентября 1534 года испанец Дон Педро де Мендоса составил экспедицию из 2500 человек и, снарядив на свой счёт 14 кораблей, отправился на берега Ла-Платы с намерением устроить колонию. 2 февраля 1536 года он основал город Буэнос-Айрес и был первым аделантадо, но, обманутый в своих ожиданиях, вернулся в Европу в 1537 году и умер в дороге.
Оставленные им испанцы покинули Буэнос-Айрес, поднялись вверх по реке Парагвай и основали Асунсьон. Преемником Мендосы был генерал-капитан Мартинес де Ирала.
2 ноября 1540 года на Ла-Плату явился из Испании новый мореплаватель Альваро Нуньес Кабеса-де-Вака и был провозглашен вторым аделантадо.
В 1555 году звание аделантадо передано Ирале, собственно, настоящему завоевателю и основателю этих областей. При нём и при его преемнике, аделантадо Ортис де-Сарате, возникло много колоний.
В 1576 году назначенный генерал-капитаном, Хуан Гарай основал в 1579 году Санта-Фе. В 1580 году он же возобновил Буэнос-Айрес; таким образом бассейн Ла-Платы оказался почти завоеванным.
При аделантадо Хуан де-Торес-де-Вера-Арагон, 1587—1591 годах, был основан Корриентес испанцем Алонсо де-Вера (1588 год).
До 1620 года страною управляли, один за другим, десять наместников, назначаемых иногда вице-королём Лимы, иногда королём Испании. В 1610 году в верхних областях Параны появились миссии иезуитов (иезуитские редукции); они с успехом проповедовали среди индейцев, основали свои колонии и даже войско и подвергались частым нападениям со стороны светских властей, отчасти из зависти, отчасти потому, что отстаивали права индейцев.
При Филиппе III в Испании учреждено особое управление соединённых областей Параны и Парагвая, названное исп. Gobierno del Rio de la Plata; под этим именем здесь перебывало 82 памятника. Страна разделялась на три большие области: Тукуманскую, основанную в 1560 году, область Буэнос-Айрес и Парагвай. К первой области относятся колонии, основанные спутниками Альмагро и других авантюристов из Перу. В это время все провинции находились под гнетом монопольной системы, ни одна испанская колония не могла вести торговли с другой колонией на том же полушарии, вследствие чего развилась в громадных размерах тайная контрабанда, лишившая испанцев Южной Америки ожидаемых выгод.
В 1680 году напротив Буэнос-Айреса с разрешения испанцев была основана португальцами колония дель-Сакраменто (в 1718 году им принадлежала вся восточная Банда, ныне Уругвай), что ещё более способствовало развитию контрабандной торговли, и даже основание колонии Монтевидео (1726 год) не прекратило её.
После падения иезуитов в Европе, в 1767 году, они были изгнаны из областей Ла-Платы, и их многочисленные и богатые колонии пришли в упадок; индейцы впали в бедность и одичали.
13 ноября 1776 года на Ла-Плату прибыл для изгнания португальцев флот из 116 кораблей с 10 000 солдат под прикрытием 12 военных кораблей. По изгнании их ввели более правильную торговую систему, и уже в 1774 году испанским колониям было разрешено торговать между собой. При втором вице-короле в 1782 году государство разделено на 8 провинций, из них 4 (Ла-Пас, Кочабамба, Чаркас и Потоси) составили позднейшее Верхнее Перу, а 4 других — Аргентину, именно: Сальта, Кордова, Буэнос-Айрес и Миссионе.
Вследствие союза Испании с Францией в 1806 году на Ла-Плате высадились британцы и захватили Буэнос-Айрес, но через несколько месяцев они были изгнаны населением. В следующем году они снова появились и были разбиты под городом, заперты в монастырь и были вынуждены капитулировать. Предводитель аргентинцев Сантьяго Линир-и-Бремон за эту победу был провозглашен вице-королём, но должен был уступить свой пост Сиснеро, назначенному хунтой в Севилье.

## Образование независимой Аргентины
После долгих недовольств в 1810 году колонисты свергли вице-короля Сиснероса (10 по счёту) и 22 мая именем Фердинанда VII созвали временную хунту из 9 человек. Кордова, Парагвай и Восточная полоса (будущий Уругвай) не признали этой хунты, и начались междоусобицы. Население Восточной полосы под руководством Х. Х. Артигаса в 1811 году начало борьбу против вторгшихся из Бразилии португальских войск.
В 1814 году Хосе Хервасио Артигас изгнал последних роялистов из Восточной полосы, где создал Восточную провинцию. 29 июня 1815 года на Восточном конгрессе в Арройо-де-ла-Чина была образована Федеральная Лига, а Артигас получил титул «Защитник свободных людей» (исп. Protector de los Pueblos Libres). Делегаты от вошедших в Лигу провинций отправились на Тукуманский конгресс с наказом провозгласить полную независимость от Испании и образовать конфедерацию провинций, но не были допущены к его деятельности по формальным поводам, и независимость была провозглашена без их участия.
Конгресс Объединённых провинций Рио-де-ла-Платы в Тукумане 9 июля 1816 года объявил об их независимости. С молчаливого согласия буэнос-айресского правительства португальцы в августе вторглись в Восточную провинцию и частично оккупировали её. В начале 1817 года Андская армия Хосе де Сан-Мартина совершила переход через Анды и 12 февраля 1817 года разгромила испанские войска в сражении при Чакабуко (Чили).
При установлении взаимных отношений между штатами Аргентины начались междоусобия, так как каждый предводитель хотел стать со своим штатом во главе республики. В 1825 году был созван конгресс из представителей 14 штатов, определены отношения штатов, было поручено главному штату Буэнос-Айресу ведение иностранных дел союза, и признана за ним высшая исполнительная власть. Каждый город, в котором был муниципалитет (кабильдо), стремился к самостоятельности, но сильнейший был Буэнос-Айрес, лежащий вблизи моря, и потому он получил главенство, вследствие всего этого богатые жители считали себя вправе стать во главе правительства. Им удалось составить партию централистов и утвердить конституцию 24 декабря 1826 года, по которой во главе союза явилось небольшое число аристократов. По этой конституции Ривадавиа назначен первым президентом конфедерации, но уже 7 июля 1827 года он сложил с себя эту должность.
В 1825 году от Соединённых провинций Рио-де-ла-Платы отделилась Республика Боливар, а в 1828 году, в результате Аргентино-бразильской войны — провинция Сисплатина, ставшая независимым государством Уругвай. Поэтому название государства было изменено на Аргентинская конфедерация.
При этом в нём ещё с 1814 года происходила вооружённая борьба двух группировок: унитаристов, стремившиеся к созданию централизованного государства со столицей в Буэнос-Айресе, и федералистов, выступавших за свободную федерацию автономных провинций.

## Диктатура Росаса
Первым гражданским президентом страны стал в 1826 году Бернардино Ривадавия, глава унитаристов. Но в 1827 году его попытка ввести в действие конституцию в провинциях вызвала ожесточенное сопротивление федералистов, ввергнувшее страну в анархию. Ривадавия был вынужден уйти в отставку.
Большая часть населения Буэнос-Айреса, состоящая из независимых скотопромышленников, стремилась в свою очередь стать в главе федерального правления. Она нашла себе предводителя в лице Хуана Мануэля де Росаса. Интригами и хитростью он настолько сумел расположить к себе народ, что в 1829 году был избран губернатором Буэнос-Айреса и главою конфедерации.
Походы Росаса вынудили индейцев удалиться за Рио-Колорадо, сам же Росас, удалившись от общественной деятельности, жил на своих плантациях. Однако в 1835 году его выбрали диктатором на 5 лет и затем два раза возобновляли диктатуру, так что он пробыл неограниченным правителем до 1852 года. В течение этого времени ни разу не созывали национального конгресса. Росас был хитрый, смелый и жестокий тиран, у которого цель оправдывала средства.
В 1845 году Росас пришёл на помощь Орибе, избранному президентом Уругвая, против Риберы, захватившего со своею партиею Монтевидео. В этот конфликт вмешались Франция и Великобритания.
В это время от Росаса отпали входившие в союз республики штаты Корриентес и Энтре-Риос. Возникшая по этому поводу война поглотила все внимание Росаса, между тем в Аргентине усилилась оппозиционная партия; 3 февраля 1852 года Росас был разбит у Монте-Касеро войсками Бразилии, Уругвая, Парагвая и восставшими аргентинцами во главе с бывшим губернатором Энтре-Риос Хусто Хосе де Уркиса. Росас покинул страну и бежал в Англию.

## Аргентина во второй половине XIX века
3 мая 1852 года собрание из депутатов различных провинций в Сан-Николас-де-лос-Арройос назначило временным губернатором Буэнос-Айреса Висенте Лопеса, но уже 23 июня Уркиса, командующий войсками, стал во главе правления, и в том же году Уркиса в соответствии с договором объявил независимость Парагвая[уточнить]. Кроме того, он разрешил свободное плавание по всем притокам Ла-Платы.
Уркиса сумел удержать власть, будучи главнокомандующим, но когда в сентябре 1852 года ему пришлось уехать на конгресс конфедерации в Санта-Фе, в Буэнос-Айресе вспыхнуло восстание, и 11 сентября Валентин Альсина был выбран губернатором. Буэнос-Айрес решил выйти из конфедерации и сделаться вполне самостоятельным.
5 марта 1854 года Уркиса был выбран президентом конфедерации на 5 лет, и новое правительство избрало себе резиденцией Байаду-дель-Парана, находившуюся в провинции Энтре-Риос.
В 1857 году губернатором самостоятельной провинции Буэнос-Айрес был выбран Пастор Облигадо. Уркиса остался во главе конфедерации. В течение следующих двух лет все попытки восстановить полное объединение штатов были безуспешны. Наконец, 10 ноября 1859 года по мирному договору в Сан-Хосе-де-Флорес Буэнос-Айрес, войска которого были перед тем разбиты Уркисой у Венады, был присоединён к конфедерации, а 6 июня 1860 года окончательно вошёл в состав Соединённых штатов союза.
14 октября 1862 года Бартоломе Митре был избран президентом Соединённых Аргентинских штатов, и на время водворилось спокойствие. Новое положение удовлетворило обе главные партии страны, унитариев (централистов) и федералистов. Унитарии получили сильную центральную власть, умеренные федералисты — достаточную независимость отдельных провинций.
Поощрялась иммиграция; в период с 1850 по 1880 годы население Аргентины выросло на 150 %. Экономическое развитие было прервано только однажды — т. н. войной «тройственного союза» (1865—1870), когда Аргентина в союзе с Бразилией и Уругваем воевала против Парагвая.
В октябре 1868 года кончался срок президентства Митре; партия унитаристов выставила кандидатом доктора Доминго-Фаустино-Сармиенто, посла конфедерации в Северо-Американских Соединённых Штатах. Митре агитировал за другого кандидата, рассчитывая и после отставки управлять страною, что ему не удалось, потому что 12 октября 1868 года избрали Сармиенто.
В 1870 году в провинции Энтре-Риос вспыхнуло восстание ультрафедералистов, и 12 апреля был коварно убит в собственном имении глава умеренных федералистов бывший президент Уркиса. Мятежники были усмирены правительственными войсками, но не вполне успокоились, и только в 1871 году удалось окончательно подавить восстание; 1872 г. прошёл спокойно. В 1873 году опять восстал Энтре-Риос с Лопесом Хорданом во главе; на усмирение восставших потребовалось много времени.
В 1871—1884 годах аргентинскими военными осуществлялась кампания, известная как «Завоевание пустыни», которая привела к установлению аргентинского господства над Патагонией, населённой индейскими племенами, из которых наиболее сильное сопротивление захватчикам оказывали мапуче (арауканы). На основном этапе кампания возглавлялась генералом Хулио Архентино Рока.
На выборах 1874 года унитарии вновь выставили кандидатом Митре, но 12 июня 1874 года избран был кандидат федералистов Николас Авельянеда.
Авельянеда вступил в должность 12 октября 1874 года. Благодаря его энергии и деятельности министра финансов де-ла-Пласа удалось избегнуть государственного банкротства Аргентинской конфедерации.
Военный министр Адольфо Альсина в 1876 году оттеснил множество небольших индейских племен на северо-запад и расширил территорию страны. Эти приобретения и стремление примирить унитариев и федералистов так расположили народ к Альсина, что решено было избрать его в президенты, однако 26 декабря 1877 года он скоропостижно скончался.
Его заменил генерал Рока, кандидат федералистов; унитарии выставили кандидатом Карлос Техедора, губернатора Буэнос-Айреса, но за него стояли только два штата, Буэнос-Айрес и Корриентес, остальные же 12 были за генерала Рока, поэтому в 1880 году опять началась гражданская война. Правительство союза с во главе Авельянеда 3 июня 1880 году покинуло Буэнос-Айрес и переехало в Белграно, назначенное временной столицей. Буэнос-Айрес был осаждён и сдался после двух битв 20 июня.
При Митре и двух его преемниках — Доминго Фаустино Сармьенто (1868—1874) и Николасе Авельянеде (1874—1880) с помощью иностранного капитала и технологий строились железные дороги, разводились новые породы крупного рогатого скота и овец, вошла в употребление люцерна как кормовая культура, а пастбища обносились колючей проволокой. Стало применяться замораживание мяса, начался масштабный экспорт сельскохозяйственной продукции Аргентины (включая охлаждённое мясо) в европейские страны.
Огромным вкладом в дело развития страны явилась проведённая Сармьенто полная реорганизация системы народного образования. Благодаря этим реформам Сармьенто остался в памяти народа как «президент-учитель». Администрация Сармьенто поощряла иммиграцию и способствовала развитию внешней торговли; при нём в 1869 году была произведена первая перепись.
В 1880 году город Буэнос-Айрес был отделён в административном отношении от провинции Буэнос-Айрес и выделен в особый Федеральный округ. Президентом Аргентины стал генерал Хулио Архентино Рока, известный своими победами в войне против индейцев Пампы.
Рока был избран президентом и вступил в должность 12 октября 1880 года. В 1886 году президент Рока передал этот пост своему зятю, доктору Мигелю Хуаресу Сельману. Эта перемена, против обыкновения, совершилась без кровопролитий благодаря успехам в политическом образовании народа. Президент Сельман, ревностный приверженец политики генерала Рока, боролся против господства клерикализма в провинции Кордова.
Правление Сельмана ознаменовалось усилением коррупции, и в противовес правящей Консервативной партии был создан оппозиционный Гражданский радикальный союз, объединивший множество иммигрантов из Испании и Италии. Деятельность этого союза привела в 1890 году к революционным выступлениям, которые повлекли за собой отставку президента. На следующий год были заморожены выплаты по внешним долгам, и страна оказалась под угрозой банкротства.
В 1892 году был избран новый президент — Луис Саэнс Пенья (с кандидатурой которого согласились обе партии), однако принятые им меры не получили поддержки, и в 1895 году он ушёл в отставку.
В 1898 году на пост президента был вновь избран генерал Рока. В этот период давние споры с Чили из-за пограничных территорий в районе Пуна-де-Атакама и в Патагонии, которые едва не привели к войне, были наконец урегулированы путём международного арбитража. Проблема с границей в Пуна-де-Атакама была решена с помощью посла США в Буэнос-Айресе, а в 1902 году король Англии Эдуард VII выступил в качестве третейского судьи в споре о Патагонии. Кроме того, во время правления Роки получила силу закона доктрина Драго, утверждающая недопустимость вмешательства одного государства в дела другого с целью взыскания с него задолженности.

## Аргентина в первой половине XX века
Консерваторы, которых поддерживали главным образом крупные землевладельцы (латифундисты), оставались у власти до 1916 года. Продолжительный период их правления ознаменовался бурным развитием экономики, превратившим Аргентину в одного из крупнейших в мире производителей мяса и зерна; это время было отмечено быстрым ростом населения страны, а также развитием народного образования и культуры. Аргентина входила в первую десятку стран с самым высоким доходом на душу населения.
В 1912 году был принят закон о всеобщем избирательном праве при тайном голосовании; это была одна из важнейших политических реформ, когда-либо проводившихся в стране. Новый закон дал возможность партии большинства, радикалам, добиться избрания на пост президента своего лидера Иполито Иригойена. Во время его пребывания у власти (1916—1922) правительство уделяло большое внимание вопросам социального обеспечения и образования. Иригойен сумел отстоять нейтралитет Аргентины во время Первой мировой войны. В 1919 году правительство Иригойена подавило рабочие выступления («Трагическая неделя»), но ряд требований рабочих были удовлетворены. В 1921 году было жестоко подавлена забастовка сельскохозяйственных рабочих в Патагонии, переросшая в восстание.
После 6 лет (1922—1928) президентского правления другого радикала, доктора Марсело Торкуато де Альвеара, Иригойен был вновь избран в 1928 году.
Неспособность Иригойена управлять страной в условиях кризиса послужила предлогом для государственного переворота; в сентябре 1930 года президент был свергнут. Этот переворот был осуществлён совместными усилиями высших офицеров и гражданских лидеров Консервативной партии (сменившей название на Национально-демократическую), а также оппозиционного крыла радикалов, отделившегося от Радикальной партии. Аргентину в качестве президента возглавил генерал Хосе Феликс Урибуру, сторонник авторитарной власти, который предпринял безуспешную попытку установить фашистскую диктатуру в интересах крупных корпораций.
В 1931 году противники Урибуру из числа военных вынудили генерала назначить президентские выборы. Однако Радикальной партии было запрещено принимать в них участие, и основными соперниками правящей коалиции оказались выступившие совместно социалисты и прогрессивные демократы. В итоге 20 февраля 1932 года после прошедших выборов главы государства страну возглавил генерал Агустин Педро Хусто, радикал, пользовавшийся поддержкой консерваторов. По истечении срока его полномочий, коалиция выдвинула на пост президента своего кандидата — Роберто Марселино Ортиса, а на пост вице-президента — консерватора Рамона Кастильо. В 1938 году было объявлено об их победе на выборах, несмотря на многочисленные сообщения о фальсификации результатов.
Роберто Ортис попытался исправить нарушения законности, которыми была отмечена деятельность правительства после революции 1930 года, и это снискало ему широкую поддержку населения. Однако после двух лет пребывания на посту президента он был вынужден отойти от активной деятельности по состоянию здоровья и передать исполнительную власть Кастильо; последний официально вступил в должность президента в 1942 году после смерти Ортиса и занимал её до военного переворота 4 июня 1943 года.
Период аргентинской истории с 1930 по 1943 год называют «Бесславной декадой». Ему были присущи постоянные манипуляции на выборах, репрессии в отношении оппозиции и высокий уровень коррупции.

## Два периода правления Хуана Перона и период беспорядков
В течение первых десятилетий XX века ослабевала роль общества в управлении страной; экономические кризисы, ненависть и недоверие землевладельцев к интересам аргентинцев привели к военному перевороту в 1943 году и установлению военной диктатуры.
В 1946 и в 1952 годах президентом избирался Хуан Перон. Вместе со своей популярной и сильной духом женой Эвитой он провел жёсткую экономическую реформу. Программа уделяла большее внимание аргентинской индустриализации и самоопределению и была одобрена фракциями консервативных националистов и рабочими.
В 1947 году была основана хустисиалистская партия сторонников Перона, что закрепило формирование перонизма как особого направления в политике и экономике Аргентины, опирающегося на идеологию Третьего пути и авторитаризм лидера партии. Перонизм как политическое течение имел два основных направления: правый перонизм отождествлялся с Хуаном Пероном и его экономической политикой, а левый имел социальную ориентированность и ассоциировался с Эвитой Перон.
Хустисиалистская партия была свергнута в результате военного переворота в 1955 году (Освободительная революция), что привело к изгнанию Перона в Испанию и введению военного управления страной в течение 30 лет, с промежуточным общественным управлением.
Перон сочувствовал нацистам, и после войны в Аргентине разными путями оказалось множество бывших деятелей нацистской Германии.. Самой значительной фигурой был живший под чужим именем в Буэнос-Айресе Адольф Эйхман. В мае 1960 года агенты израильской разведки «Моссад» нашли Эйхмана, похитили его и тайно вывезли в Израиль. После этого живший там же врач Освенцима Йозеф Менгеле бежал в Парагвай, а затем в Бразилию.
В марте 1962 года военные отстранили от власти президента Артуро Фрондиси; его пост занял председатель сената Хосе Мария Гидо. Начиная с 1963 года Аргентина входит в полосу непрекращающегося насилия как со стороны властей, так и противостоящих им и друг другу военизированных движений, правых и левых. По указанию Гидо конгресс аннулировал результаты выборов 1962 года и отстранил от политики перонистов. Период его правления был наполнен кровопролитными стычками различных военных группировок, что в итоге привело в 1963 году к восстанию ВМФ, подавленному властями. В том же году были проведены президентские выборы, на которых победил Артуро Умберто Ильиа.
В 1966 году военные совершают переворот («аргентинская революция»), однако «революция» не достигла поставленных целей, в стране сохранялся высокий уровень насилия, а между руководителями «революции» практически сразу возникли трения. В результате друг друга последовательно сменили, в ходе внутренних путчей, три военных диктатора: Хуан Карлос Онганиа (1966—1970), Роберто Марсело Левингстон (1970—1971) и Алехандро Агустин Лануссе (1971—1973).
Под угрозой народного восстания в 1973 году диктатура организовала выборы, разрешив участвовать в них перонистам, хотя и запретив выставлять кандидатуру самому Хуану Доминго Перону. Победил на выборах кандидат от перонистов Эктор Х. Кампора с 49,53 % голосов. Через полтора месяца Кампора подал в отставку, чтобы позволить провести новые свободные выборы, на которых Перон победил с 62 % голосов. Его третья по счёту жена Исабель была избрана в паре с ним вице-президентом. 
После смерти Перона спустя полгода, в июле 1974 года, его вдова Исабель в соответствии с конституцией страны заняла должность президента. Возрастающие экономические проблемы и политическая неустойчивость привели к забастовкам (коррентинасо, росариасо, кордобасо, чоконасо, виборасо, тукуманасо, рокасо, мендосасо, девотасо, родригасо), политическим похищениям, развитию партизанских движений.
В 1976 году правительство Исабель было свергнуто, и к власти пришла военная хунта, которую возглавляли генерал Хорхе Рафаэль Видела, адмирал Эмилио Эдуардо Массера и бригадный генерал Орландо Рамон Агости. Она применяла для достижения своих целей самые жестокие методы: пытки, похищения и убийства.

## «Грязная война» и Фолклендский конфликт
Период между 1976 и 1983 годами известен как годы «Грязной войны». Активизировавшиеся повстанцы «левого» толка пытались противодействовать военной хунте .
Оппозиция правительству подавлялась с применением «эскадронов смерти», в результате чего пропало без вести от 10 000 до 30 000 граждан, реальных или мнимых оппозиционеров.
Фолклендская война: социальная напряжённость способствовала принятию хунтой решения в 1982 году о силовой попытке возвращения Мальвинских (Фолклендских) островов (спор о принадлежности островов начался ещё в XVIII веке, с 1833 года территория которых была оккупирована Великобританией; Аргентина считала, что острова принадлежат ей по праву наследования от Испании). В целях преодоления экономического кризиса и чтобы отвлечь внимание общества от коррупции и экономических просчётов генерал Леопольдо Гальтиери отдал приказ аргентинской армии высадиться на Мальвинских островах. Войска заняли Мальвинские острова, а также остров Южная Георгия. В ответ на аргентинскую акцию Великобритания неожиданно отправила в Южную Атлантику мощную военно-морскую группировку. Боевые действия между Великобританией и Аргентиной продолжались полтора месяца и завершились поражением аргентинских сил. Острова вновь оказались под юрисдикцией Великобритании. В июне 1995 года министр иностранных дел Аргентины предложил каждому из 2000 островитян продать свою национальность за 800 000 долларов США. Дело усложняется тем, что в районе Фолклендских островов предположительно находятся большие запасы нефти. На сегодняшний день Великобритания продолжает удерживать острова, однако Аргентина не отказалась от претензий на них.

## Восстановление демократии
В начале 1983 года, после семи лет безраздельной власти правительство Аргентины практически полностью лишилось поддержки населения. Хунте пришлось объявить, что она передаст власть избранному правительству; выборы были назначены на 30 октября 1983 года. В период перед выборами хунта издала закон об амнистии, освобождавший военных и полицейских от ответственности за преступления, совершенные ими в период военной диктатуры.
Альфонсин и партия радикалов были твердо намерены сократить военные расходы и поставить армию под контроль гражданского правительства. Альфонсин и радикалы победили, набрав абсолютное большинство голосов и на президентских выборах, и на выборах в Национальный конгресс, хотя перонистам досталась половина мест в сенате.
13 декабря 1983 года Альфонсин вступил в должность; по его приказу были немедленно арестованы Видела, Виола, Гальтьери и их соратники из военной хунты (два месяца спустя по обвинению в убийстве был арестован Биньоне); Национальный конгресс объявил закон об амнистии не имеющим силы. Всем старшим офицерам в армии было предложено подать в отставку. Чтобы излишне не обострять отношений с вооружёнными силами, Альфонсин отдал распоряжение, чтобы преступления офицеров были рассмотрены военным судом. Однако родственники жертв объявили, что возбудят дела против преступников в гражданских судах.
С самого начала Альфонсин занял жесткую позицию в отношениях с иностранными банками и Международным валютным фондом. Он позаботился о создании валютного запаса и отказался расходовать его на выплаты процентов по внешним долгам Аргентины до тех пор, пока условия этих долгов не будут пересмотрены в интересах восстановления экономики Аргентины.
К началу 1985 года Правительство выдвинуло новую программу — «План аустраля». По этому плану прежнюю денежную единицу — песо — заменяла новая — аустраль (1 аустраль = 1000 песо); кроме того, программа включала введение режима жёсткой экономии, замораживание заработной платы, рост налогов и снижение затрат на общественные нужды. Состоявшиеся 14 мая 1989 года президентские выборы проходили в обстановке роста инфляции и углубляющегося спада производства. Кандидат перонистов Карлос Менем одержал решительную победу над радикалом Эдуардо Анхелосом, получив 51,7 % голосов.
Менем сменил Альфонсина на посту президента 8 июля 1989 года. Новое правительство отказалось от идей перонизма и предупредило население Аргентины, что оно должно приготовиться к «серьёзной хирургической операции без анестезии». Менем имел в виду далеко идущий проект неолиберальных экономических реформ, имевших целью создание свободного рынка и включавших приватизацию государственных предприятий, прекращение государственного регулирования экономики, либерализацию внешней торговли и поощрение иностранных инвестиций; кроме того, планировались реформы на рынке труда с целью урезать полномочия профсоюзов, которые по большей части контролировались перонистами.
3 декабря 1990 года в стране произошла попытка военного переворота во главе с полковником М. А. Сейнельдином. Была подавлена за сутки, жертвами стали 14 человек, включая 5 гражданских, около 300 ранено.
Новую экономическую программу Менема завершал принятый в 1991 году план создания конвертируемой валюты — нового песо, эквивалентного доллару. Реформы проводились при активном участии министра экономики Доминго Кавальо. С инфляцией удалось быстро справиться, и в 1995 году рост цен не превысил 4 %. За период 1991—1994 годов экономический рост составил 30 %. Менему удалось также сократить расходы на военные нужды, закрыть большую часть предприятий военной промышленности и восстановить контроль гражданского правительства над вооружёнными силами. На президентских выборах 1995 года Менем получил почти 50 % голосов.
В течение второго срока правления Менема политическая обстановка в стране резко обострилась. Союз, образованный радикалами и левоцентристским Фронтом за солидарную страну, выступал за внесение корректив в экономическую политику, предусматривавших создание новых рабочих мест, борьбу с коррупцией, а также увеличение ассигнований на образование, здравоохранение и социальные нужды. Президент Менем пытался заручиться поддержкой общественности по вопросу о возможности выдвижения своей кандидатуры на третий срок. Это предложение Менема встретило многочисленные возражения и привела к расколу в рядах Перонистской партии накануне выборов 1999 года. Основным кандидатом на выборах от перонистов на этом этапе стал и кандидат Союза Фернандо де ла Руа.
Мировой спад экономики и ошибки нового правительства привели к экономическому кризису 2002 года. Президент Нестор Киршнер был выбран на четырёхлетний срок в 2003 году. Ему удалось поднять экономику, в 2003—2008 годах ежегодный рост ВВП составил 9 %.
В 2007 году президентом избрана Кристина Киршнер, жена Н. Киршнера. В 2010 году в стране были легализованы однополые браки.
В 2015 году президентом избран Маурисио Макри.
В 2019 году президентом избран Альберто Фернандес.
В 2023 году президентом избран Хавьер Милей.